# London Aquatics Centre
Het Londen Aquatics Centre is een zwembad in Londen. Hier werden de Olympische Zomerspelen van 2012 en daarna de Paralympische Spelen van 2012 gehouden. Het is een lang gerekt, betonnen gebouw, dat in de lengterichting symmetrisch is. Langs het deel waar de wedstrijden werden gehouden zijn het sinds eind 2013 glazen wanden, in 2012 stonden daar grote tribunes. Het zwembad ligt in het Queen Elizabeth Olympic Park van Londen. Het deel van Londen, waar het London Aquatics Centre ligt, is Stratford. Het gebouw heeft een opvallende architectuur en is de eerste wedstrijdaccommodatie die bezoekers zien bij binnenkomst in het Olympic Park. Het stadion is ontworpen door Zaha Hadid.

## Geschiedenis
Het zwembad werd op 27 juli 2011 officieel één jaar voor de openingsceremonie van de Olympische Spelen geopend. De opening werd gevierd door een live-optreden van Tom Daley, die speciaal voor de televisie als eerste van de 10m-plank sprong. Een jaar na de Olympische Spelen werden beide tijdelijke zijvleugels afgebroken. De capaciteit van de tribunes werd daardoor minder, van plaats voor 17.500 tot plaats voor 2.500 toeschouwers.

## Indeling
Het zwembad beschikt over twee 50m-baden en een bad voor het schoonspringen. De drie baden liggen in elkaars verlengde. De 50-m baden hebben beweegbare bodems. Een van de twee 50m-baden wordt gebruikt voor wedstrijden en om te trainen, het andere voor les. Het bad voor les kan door een drijvend vlonder, dat over de breedte ligt, in twee delen worden gesplitst. Bezoekers, die komen zwemmen, moeten door een glazen gang tussen beide 50-m baden naar de kleedkamers.

## Wedstrijden
Tijdens de Zomerspelen werden de volgende disciplines in het Aquatics Centre beoefend:
- Schoonspringen
- Synchroonzwemmen
- Zwemmen

Tijdens de Paralympische Zomerspelen was Zwemmen de enige sport, die in het Aquatics Centre werd beoefend.
De Europese kampioenschappen zwemsporten 2016, waar onder meer de Europese kampioenschappen schoonspringen 2016 en de Europese kampioenschappen zwemmen 2016 onder vallen, werden in het Aquatics Centre georganiseerd.
1984:  Uytengsu Aquatics Center · 
1988:  Jamsil Indoor Swimming Pool · 
1992:  Piscines Bernat Picornell · 
1996:  Georgia Tech Aquatic Center · 
2000:  Sydney International Aquatic Centre · 
2004:  Athens Olympic Aquatic Centre · 
2008:  Beijing National Aquatics Center · 
2012:  London Aquatics Centre · 
2016:  Parque Aquático Maria Lenk · 
2020:  Tokyo Aquatics Centre · 
2024:  Centre aquatique olympique